# 58580 Elenacuoghi
58580 Elenacuoghi è un asteroide della fascia principale. Scoperto nel 1997, presenta un'orbita caratterizzata da un semiasse maggiore pari a 2,2054522 au e da un'eccentricità di 0,1208770, inclinata di 7,16207° rispetto all'eclittica.